# Alldays & Onions
Alldays & Onions fou una empresa d'enginyeria anglesa que va produir alguns dels primers automòbils britànics i també un dels primers tractors, l'Alldays General Purpose Tractor, a més de bicicletes, motocicletes i una extensa gamma de productes industrials. Tenia fàbriques a Great Western Works i a Matchless Works, a la zona de Small Heath de Birmingham. L'empresa va comercialitzar els seus automòbils del 1898 al 1918 amb el nom d'Alldays & Onions i, després de la Primera Guerra Mundial, amb el d'Enfield Alldays. La producció d'automòbils sembla haver cessat durant la dècada del 1920, però la de molts altres articles va continuar. L'empresa va passar a formar part del Mitchell Cotts Group.

## Història

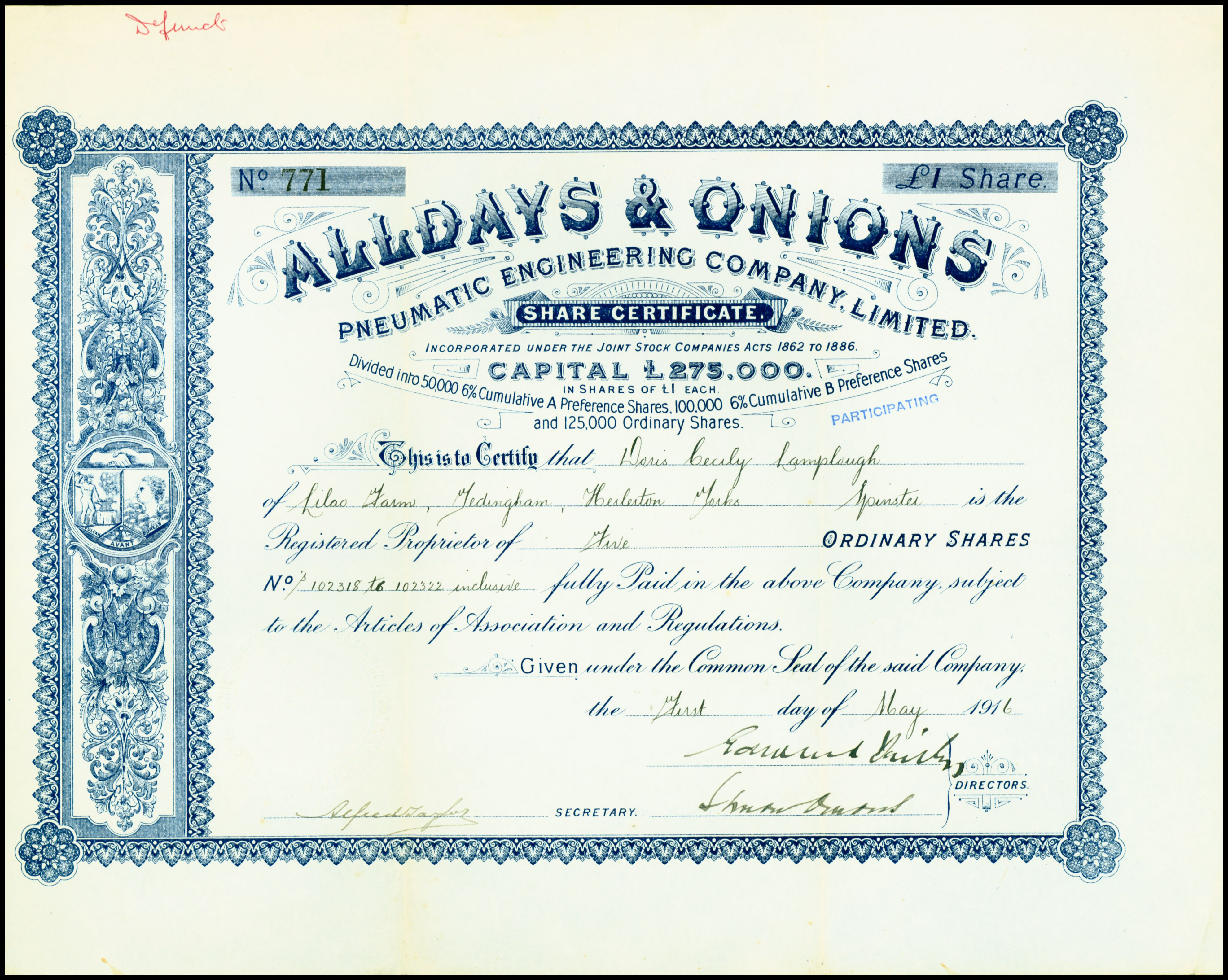
Acció d'Alldays & Onions Pneumatic Engineering Co Limited del 1916

Les empreses d'enginyeria Onions (fundada per John Onions el 1650) i William Allday & Co. (fundada per William Allday el 1720) es van unir el 1889 sota la forma d'Alldays & Onions Pneumatic Engineering Company Limited. La nova societat va fabricar equips d'enginyeria i ferreria. Com moltes d'aquestes empreses a l'època, es va dedicar a la fabricació de bicicletes i en va vendre una gamma sota el nom d'Alldays. L'empresa va començar també a fabricar motocicletes el 1903 amb el nom d'Alldays-Matchless, sense tenir, però, cap mena de relació amb la marca londinenca Matchless. A partir del 1915, presumiblement després de converses amb la Matchless original, les motocicletes d'Alldays & Onions es van comercialitzar amb el nom d'Allon. La producció d'aquestes motocicletes va continuar fins al 1927.
Alldays and Onions va produir el seu primer automòbil el 1898: el Traveller, un quadricicle fabricat en versions privada i comercial, amb direcció a una sola roda i sense suspensió posterior. El motor era un De Dion monocilíndric de 4 CV. La producció en sèrie, però, no va començar fins al 1903-1904 amb el model de 7 CV. Els anys previs a la Primera Guerra Mundial, l'empresa va fabricar també vehicles comercials més grans de fins a 5 tones i, durant el conflicte, va contribuir a l'esforç bèl·lic.
Alldays va assolir l'èxit comercial amb un model d'1,6 litres amb doble vàlvula lateral vertical, el 10/12, el qual es va fabricar del 1905 al 1913. Va ser popular com a vehicle comercial i va funcionar bé en competicions d'automobilisme com ara les pujades de muntanya. El 1906 va aparèixer un model de 4 cilindres i 16 CV, i el 1908, l'empresa va adquirir l'Enfield Autocar Co, una filial de Royal Enfield. Poc després, la gamma es va racionalitzar i la majoria dels models es van vendre amb ambdues marques. La contribució d'Alldays a l'equació va ser la consolidada dels dos models de dos i quatre cilindres, amb 14 i 20 CV respectivament, tots ells amb direcció per eix. Entre el 1911 i el 1914 es va oferir un motor de sis cilindres de 30/35 CV, amb arrencadors d'aire comprimit opcionals d'ençà del 1911. El 1913 es va presentar l'autocicle Midget V-twin de 990 cc amb refrigeració per aire i direcció per eix, a un preu de 138,10 lliures esterlines. El 1914 en va aparèixer una versió de 4 cilindres de 1.100 cc amb radiador arrodonit per dalt, la qual es va fer prou popular amb un preu de 175 lliures esterlines. Altres models de quatre cilindres amb vàlvules laterals aparellades, amb potències de 12/14, 16/20 i 25/30 CV, completaven l'oferta immediatament abans de la Gran Guerra.

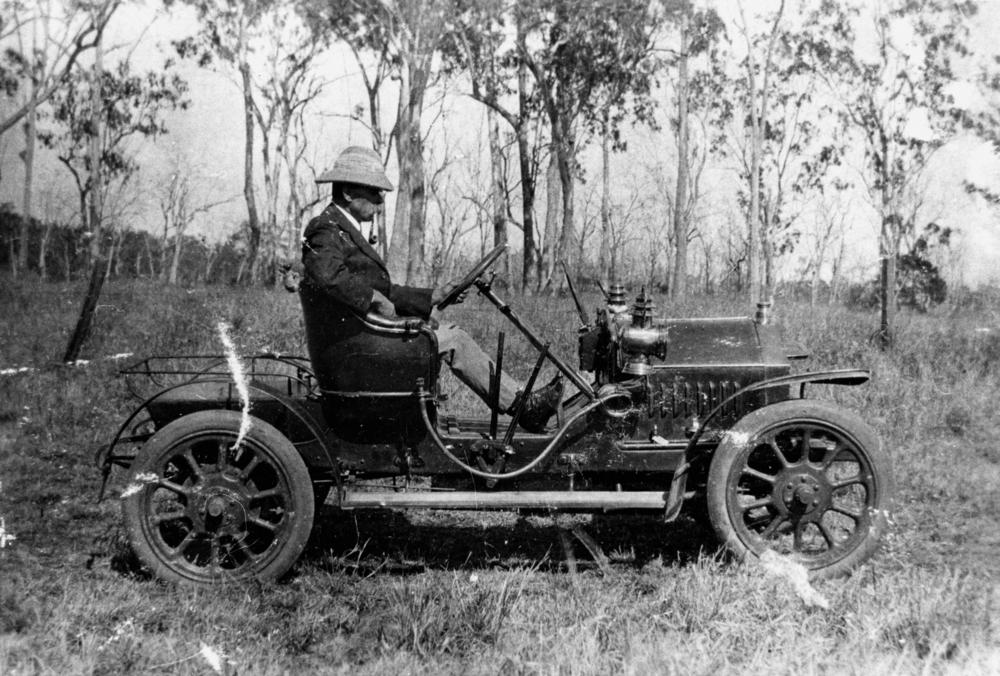
Un Alldays 10/12 HP a Austràlia ca. 1908

Alldays & Onions s'havia fusionat el 1908 amb l'empresa de curta vida Enfield Autocar, la qual que s'havia fundat per a fer-se càrrec de la fabricació dels automòbils de l'Enfield Cycle Company. L'empresa resultant va produir models sota la marca Enfield-Allday fins al 1925.
Alldays and Onions fabricava també cotxes de manteniment ferroviari per a les línies de ferrocarril del Great Eastern, Londres, Brighton i South Costs. Almenys un d'aquests cotxes es va enviar a Austràlia per a ser utilitzat al ferrocarril de Wolgan Valley. Se'n va construir un altre per al sistema d'ample de via de 91 cm dels ferrocarrils del comtat de Donegal, a Irlanda. Més tard es va fer servir com a tren de passatgers i es va convertir en el seu "Railcar Number 1". Tot i la seva petita mida, el seu èxit va fer que es construïssin vehicles més grans i va contribuir a la introducció de diverses unitats de vagons de combustió interna per tota Irlanda. L'exemplar es conserva a l'Ulster Folk and Transport Museum.

## Gamma de productes
Al moment de convertir-se en empresa pública el 1916, l'empresa fabricava els següents productes: camions, automòbils i furgonetes, bicicletes i motocicletes, equipament complet per a foneries i fàbriques d'enginyeria i ferrocarrils, martells pneumàtics, calderes de petroli, gas i benzina, equips d'enduriment, compressors volumètrics del tipus "roots", ventiladors i bufadors industrials, material per a ferrers (bufadors, xemeneies, forges portàtils, encluses i premses), grues, politges, manxes, etc.

Alguns productes d'Alldays & Onions
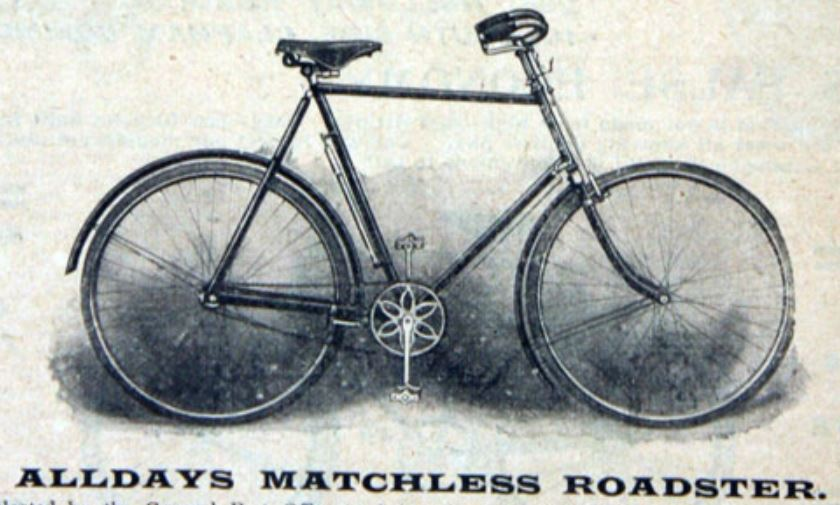
Bicicleta Alldays Matchless de 1904
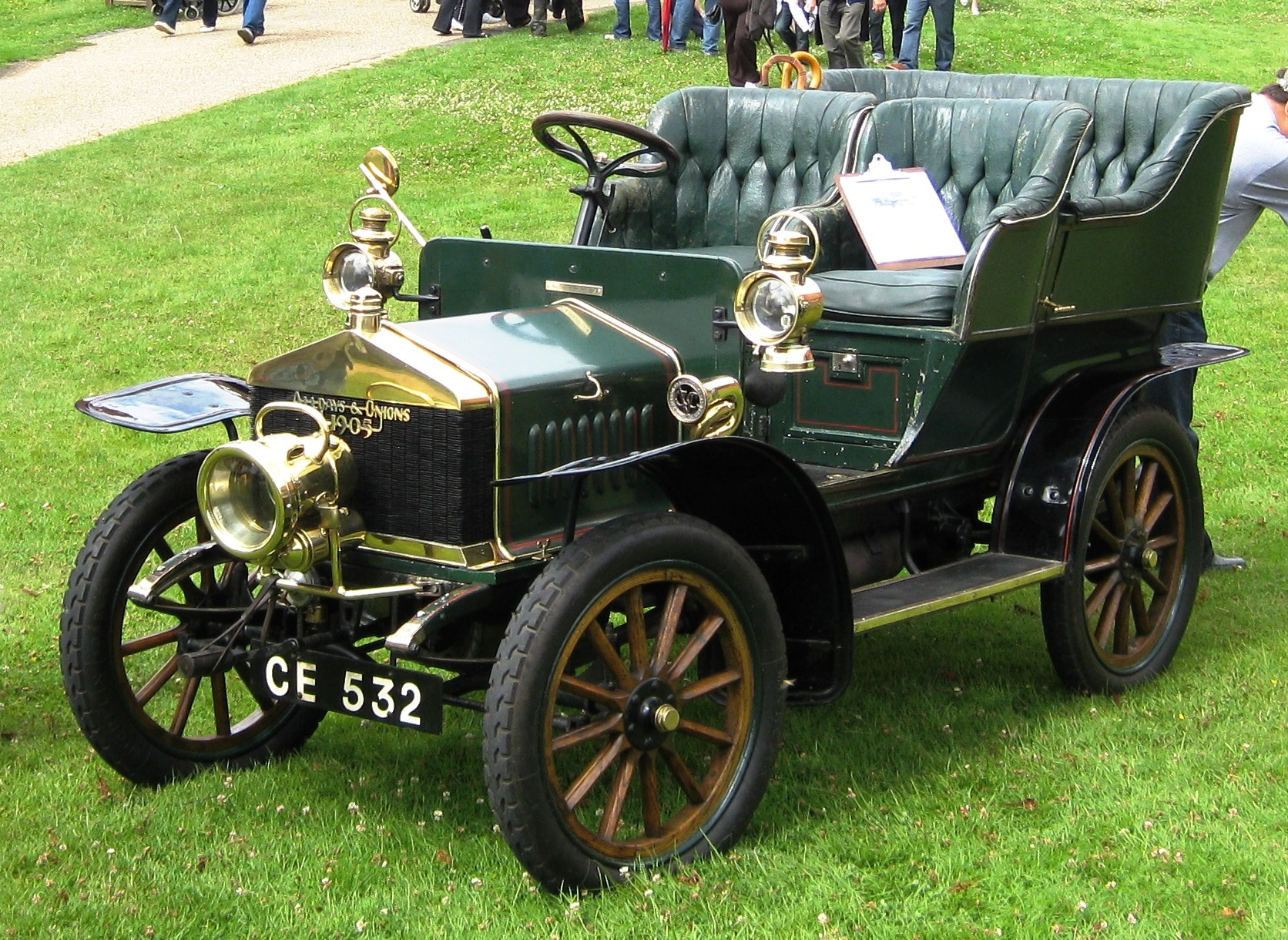
Automòbil Alldays & Onions de 1905
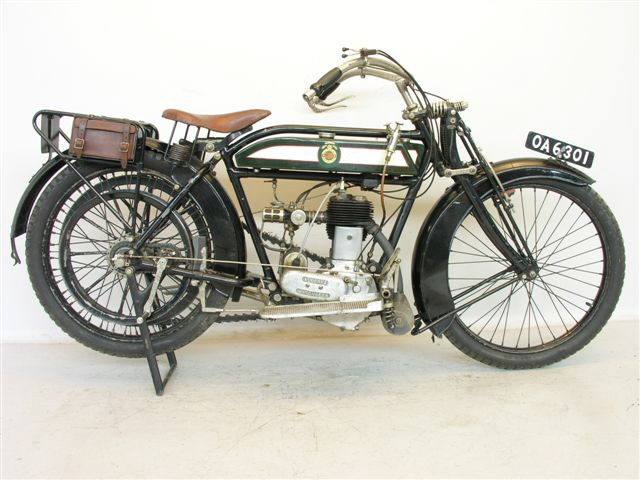
Motocicleta Alldays Matchless 4 pk (557 cc) de 1914
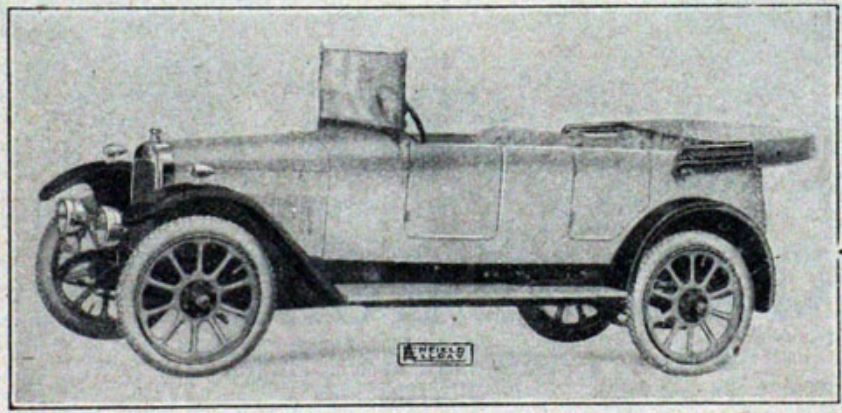
Automòbil Enfield-Allday 10-20 HP de 1922
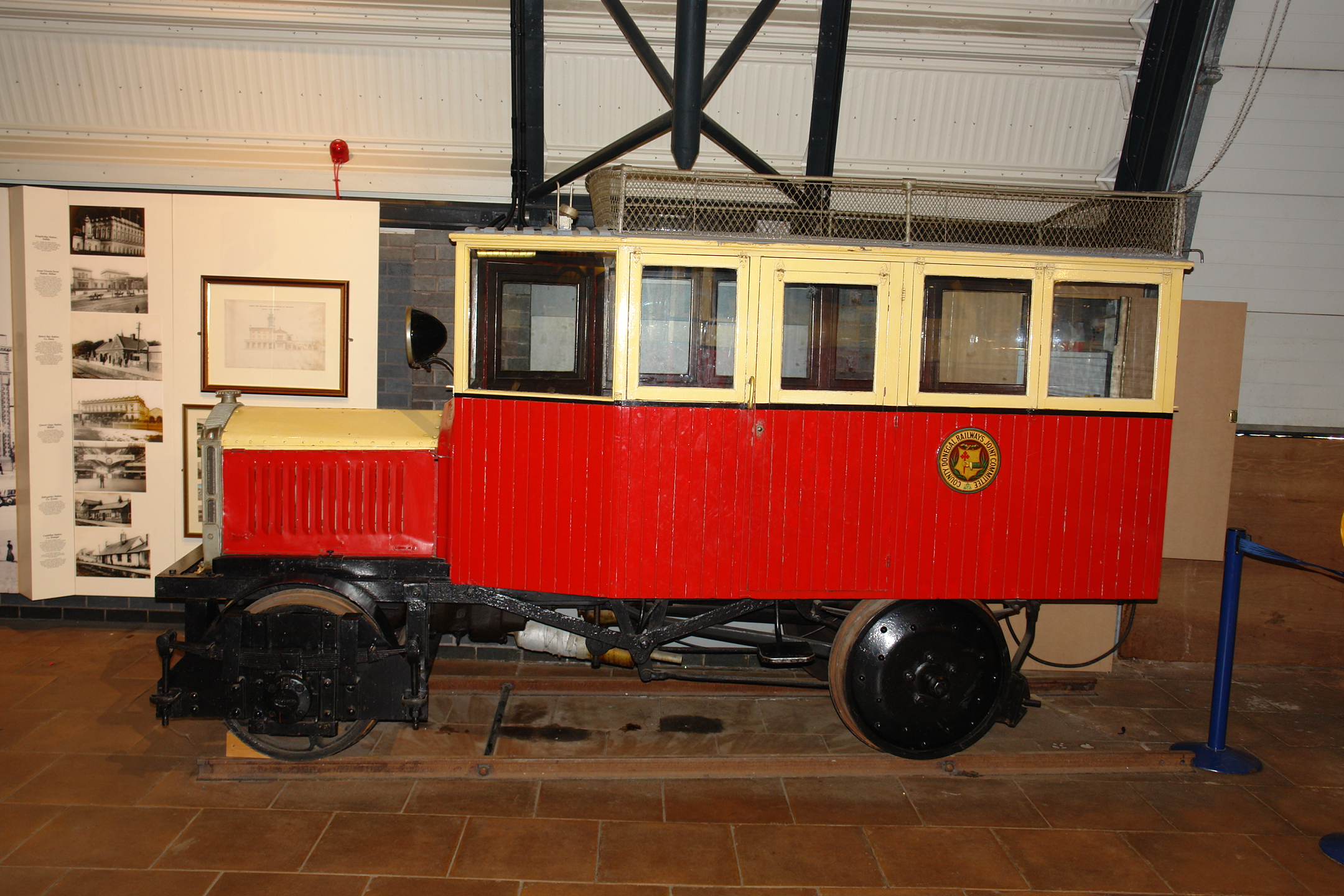
El Railcar No 1 de Donegal a l'Ulster Transport Museum de Cultra

## Principals models d'automòbil
| Any       | Model             | Motor                                               | |
| --------- | ----------------- | --------------------------------------------------- | --- |
| 1898–1904 | Traveller         | 4 CV De Dion 1 cilindre 500 cc                      | Tipus quadricicle. Dues places -el passatger davant del conductor. Direcció a una sola roda. "Suspensió" posterior sense ressorts. |
| ?–1904    | Traveller         | 4 CV De Dion 1 cilindre 500 cc                      | Tipus quadricicle. Doble seient "tonneau". Direcció a una sola roda. "Suspensió" posterior sense ressorts. |
| 1903–1908 | 7                 | Bicilíndric pla 7 CV                                | Motor posterior. Quatre places. Tot i que no es va posar en producció fins al 1903, aquest cotxe s'havia mostrat el 1900 al National Show. Descrit com de "nova construcció", amb transmissió mixta per eix i corretja, no era gaire efectiu. |
| 1903–1907 | 7 i 8             | 6.5 CV 1 cilindre (7 CV) i un monocilíndric de 8 CV | Eix de transmissió |
| 1905–1913 | 10/12             | 1.611 cc 2 cilindres                                | Caixa de canvis de 3 (inicialment) o 4 velocitats. Eix de transmissió. Versió furgoneta des del 1906. |
| 1906      | 16                | 3.402 cc doble fosa 4 cilindres                     | |
| 1906–1911 | 20/25             | 3.261 cc 4 cilindres                                | El xassís es va fer servir també amb transmissió per cadena per a vehicles comercials d'una tona. |
| 1908-12   | 14/18             | 2.500 cc 4 cilindres                                | |
| 1911-     | Expressodel       | 7/8 CV                                              | Furgoneta de 3 rodes. Transmissió per cadena. |
| 1911-14   | 30/35             | 4.891 cc 6 cilindres                                | Arrencador d'aire comprimit des del 1911. |
| 1912-16   | 12/14             | 2.174 cc 4 cilindres                                | |
| 1912-16   | 16/20             | 3.012 cc 4 cilindres                                | |
| 1912-16   | 25/30             | 4.082 cc 4 cilindres                                | El xassís es va fer servir també amb transmissió per cadena per a vehicles comercials de 2 tones. |
| 1913-14   | Midget            | 990 cc V twin                                       | Autocicle. Versió furgoneta el 1912. |
| 1914      | 8/10 (Light Four) | 1.094 cc 4 cilindres                                | Radiador de tipus "Bullnosed" (arrodonit de dalt) |

## Models de tractors

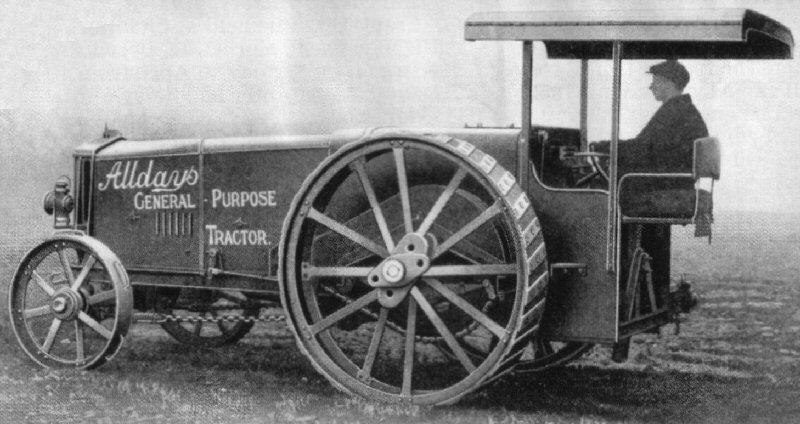
L'Alldays General Purpose Tractor (1917–1918)

Només han sobreviscut un parell d'exemplars al Regne Unit de l'Alldays General Purpose Tractor, el primer model de tractor amb motor de combustió interna. Aquest tractor disposava d'innovacions com ara eixos de suspensió, motor tancat i un dosser bàsic per a l'operari.